# Люксембург
Вижте пояснителната страница за други значения на Люксембург.
Великото херцогство Люксембург (на френски: Luxembourg; на немски: Luxemburg, на люксембургски: Lëtzebuerg), е вътрешноконтинентална държава в Северозападна Европа със столица едноименния град Люксембург. На запад и север граничи с Белгия (дължина на границата 148 km, на изток с Германия (135 km) и на юг с Франция (73 km).
Територията на Люксембург се простира между 49°27′ и 50°11′ с.ш. и между 5°44′ и 6°32′ и.д. Крайните точки на страната са следните:
- крайна северна точка – (50°10′58″ с. ш. 6°01′29″ и. д. / 50.182778° с. ш. 6.024722° и. д.), на граница с Белгия, на 2 km северно от град Хулданге.
- крайна южна точка – (49°26′52″ с. ш. 6°02′30″ и. д. / 49.447778° с. ш. 6.041667° и. д.), на границата с Франция, на 1,3 km югоизточно от град Рюмеланж.
- крайна западна точка – (49°53′49″ с. ш. 5°44′09″ и. д. / 49.896944° с. ш. 5.735833° и. д.), на границата с Белгия.
- крайна източна точка – (49°48′21″ с. ш. 6°31′51″ и. д. / 49.805833° с. ш. 6.530833° и. д.), на десния бряг на река Зауер (Сюр), на границите с Германия, на 1,6 km източно от град Роспорт.

С население от 626 108 души и обща площ от 2586 km², Люксембург е сред най-малките суверенни държави в Европа.
Люксембург е конституционна монархия. Страната е член на ООН, Съвета на Европа, Европейския съюз, НАТО и Бенелюкс.

## История
През 1. век римляните заселват местността, където днес се намира Люксембург (първоначално Lucilinburhuc – „Малка крепост“).
- Обособява се като самостоятелно феодално владение през 963 г.
- През 1060 г. става графство, а по-късно е обявен за херцогство.
- Начало на управлението на Люксембургите, продължило до 1437 г.
- 1354 г. – става херцогство.
- 1477 – 1684 г. – владение на Хабсбургите, 1684 – 1697 – на Франция, 1697 – 1714 – на Испания, 1714 – 1794 – на Австрия.
- 1795 – 1814 г. – Люксембург е анексиран от Франция.
- През 1815 г. на Виенския конгрес Люксембург е провъзгласен за Велико херцогство под покровителството и в персонална уния с Нидерландия. Нидерландският крал е и велик херцог на Люксембург до 1890 г.
- Люксембург загубва повече от половината си територия за сметка на Белгия през 1839 г., но спечелва по-голяма автономия.
- 1867 е годината, в която Великото херцогство е обявено за независима и неутрална страна.
- След като и в двете Световни войни е окупиран от Германия, Люксембург прекратява неутралитета си с присъединяването си към съюза Бенелюкс през 1948 г. и към НАТО през следващата година. Люксембург е една от шестте страни учредителки на Европейския съюз.
- През 1999 г. страната се присъединява към Европейския паричен съюз.

## Административно деление
Страната е разделена на 3 окръга: (Гревенмахер, Люксембург и Дикирх) с 12 кантона. Планира се реформа, която да раздели страната на 6 области.

## Държавно устройство
Люксембург е наследствена конституционна монархия. Според конституцията от 1868 г. изпълнителната власт се разпределя между Великия херцог и кабинет, начело на който стои министър-председателят.
Законодателната власт се упражнява от еднокамарен парламент, избиран директно на всеки пет години. Държавният съвет, състоящ се от 21 пожизнено назначавани от Великия херцог членове, има съветническа функция при писането на законите.

## Политика
Великото херцогство Люксембург е с представителна демокрация, формата на управление е конституционна монархия. Ръководи се от министър-председател и от Камара на депутатите, в която се обсъждат и гласуват законите. Съществува Държавен съвет.

## Природа
На север релефът на Люксембург е хълмист с височина 400 – 500 m, наситен с гористи местности, и се нарича Ослинг. Там се намират части от Ардените и Рейнските шистови планини с най-висок връх Бургплац (565 m). Те са изградени предимно от глиненсти шисти и пясъчници. На юг е разположена плодородната равнина Гутланд (височина 300 – 400 m), явяваща се североизточно продължание на Парижкия басейн и се характеризира с наличието на ниски ридове изградени от пясъчници, с които са свързани находищата на желязна руда (северно продължание на Лотарингския железноруден басейн), шисти, варовици и минерални извори. Климатът на страната е умерен, преходен от морски към континентален, със средна януарска температура 0 – 2 °С, средна юлска – около 17 °С и годишна сума на валежите 700 – 850 mm. Речната мрежа е гъста и силно разклонена и се отнася предимно към водосборния басейн на река Мозел (ляв приток на Рейн), която на голямо протежение тече по границата на Люксембург с Германия. Други по-големи реки са Зауер (Сюр, ляв приток на Мозел) и нейните притоци Ур и Алзет. В страната преобладават кафявите горски и ливадно-подзолистите почви. Горите, съставени предимно от бук, дъб, смърч, ела и бор, заемат около 30% от територията на Люксембург и са разположени предимно на север.
| Климатични данни за град Люксембург | Климатични данни за град Люксембург | Климатични данни за град Люксембург | Климатични данни за град Люксембург | Климатични данни за град Люксембург | Климатични данни за град Люксембург | Климатични данни за град Люксембург | Климатични данни за град Люксембург | Климатични данни за град Люксембург | Климатични данни за град Люксембург | Климатични данни за град Люксембург | Климатични данни за град Люксембург | Климатични данни за град Люксембург | Климатични данни за град Люксембург |
| Месеци                              | яну.                                | фев.                                | март                                | апр.                                | май                                 | юни                                 | юли                                 | авг.                                | сеп.                                | окт.                                | ное.                                | дек.                                | Годишно                             |
| Средни максимални температури (°C)  | 3                                   | 4                                   | 9                                   | 13                                  | 18                                  | 20                                  | 23                                  | 23                                  | 18                                  | 13                                  | 7                                   | 4                                   |                                     |
| Средни минимални температури (°C)   | −1                                  | −1                                  | 2                                   | 4                                   | 8                                   | 11                                  | 11                                  | 13                                  | 10                                  | 7                                   | 2                                   | 0                                   |                                     |
| ----------------------------------- | ----------------------------------- | ----------------------------------- | ----------------------------------- | ----------------------------------- | ----------------------------------- | ----------------------------------- | ----------------------------------- | ----------------------------------- | ----------------------------------- | ----------------------------------- | ----------------------------------- | ----------------------------------- | ----------------------------------- |
|                                     |                                     |                                     |                                     |                                     |                                     |                                     |                                     |                                     |                                     |                                     |                                     |                                     |                                     |

## Стопанство
БВП е в размер на 18,2 млрд. щ.д. (2007): селско стопанство 1%, промишленост 30%, услуги 69%. Люксембург има добре развита индустрия с висок растеж и ниска безработица (2,8%, 2000 г.), както и ниска инфлация. До 70-те години на 20 век просперитетът на страната се дължи основно на залежите на желязна руда и производството на стомана, но впоследствие те биват почти напълно изчерпани. Въпреки това металообработването продължава да бъде важно икономическо перо, наред с химическата индустрия. В последните години в Люксембург водещо място заема сферата на услугите, най-вече добре развитото банково дело.
Селското стопанство се основава на малки семейни стопанства. Развити са производството на картофи и зърнени храни, както и винарството.
Люксембург има близки икономически връзки с Нидерландия и Белгия, а като член на ЕС, Великото херцогство се ползва от привилегиите на Единния европейски пазар.
Износ: 7,6 млрд. щ.д. (2000) – стоманени изделия, химикали, каучукови произведения, стъкло, алуминий, промишлени продукти (Германия, Франция, Белгия, Великобритания, САЩ, Нидерландия).
Внос: 10 млрд. щ.д. (2000) – минерали, метали, хранителни стоки, луксозни стоки за бита (Белгия, Германия, Франция, Нидерландия, САЩ).
На 29 февруари 2020 г. Люксембург стана първата държава, която направи обществения транспорт безплатен.

## Население
Люксембург е многоезична страна. В ежедневието се говори на люксембургски език, по произход немски (франконски) диалект, който от 1984 г. е официален в страната. В началните училища се преподава предимно на немски, а в гимназията се преминава почти изцяло на френски. За делови и административни цели се използва основно френски. И трите езика са официални.
Добрият жизнен стандарт (първо място по доход на глава от населението в света) и разположението на страната в сърцето на Европа привличат много чужденци, които наброяват над 35% от населението. Най-многобройни са:
- португалци 13,4%
- французи 4,6%
- италианци 4,3%
- белгийци 3,4%
- германци 2,3%

Над 87% от населението са римокатолици.

## Преса
През 2015 г. Люксембург е на 19-о място по свобода на пресата в света по данни на Репортери без граници (-15 места спрямо предходната година).

## Граници
Люксембург е неголяма страна, но за разлика от други малки държави, тя граничи с три държави:
- На запад с Белгия
- На юг с Франция
- На изток с Германия

Зареди членството си в ШЕНГЕН, както и на съседните ѝ държави, държавата позволява свободно преминаване на границата без изискване на паспорт или други лични данни. Въпреки това вносът на стоки от съседните държави се проверява от люксембурската полиция.